# Ippécourt
Ippécourt és un municipi francès situat al departament del Mosa i a la regió del Gran Est. L'any 2007 tenia 96 habitants.

## Demografia

### Població
El 2007 la població de fet d'Ippécourt era de 96 persones. Hi havia 40 famílies, de les quals 12 eren unipersonals (4 homes vivint sols i 8 dones vivint soles), 8 parelles sense fills i 20 parelles amb fills.
La població ha evolucionat segons el següent gràfic:
Habitants censats

### Habitatges
El 2007 hi havia 56 habitatges, 38 eren l'habitatge principal de la família, 4 eren segones residències i 14 estaven desocupats. Tots els 56 habitatges eren cases. Dels 38 habitatges principals, 35 estaven ocupats pels seus propietaris, 1 estava llogat i ocupat pels llogaters i 2 estaven cedits a títol gratuït; 2 tenien tres cambres, 12 en tenien quatre i 24 en tenien cinc o més. 30 habitatges disposaven pel capbaix d'una plaça de pàrquing. A 17 habitatges hi havia un automòbil i a 15 n'hi havia dos o més.

### Piràmide de població
La piràmide de població per edats i sexe el 2009 era:
| Homes | Edats   | Dones |
| ----- | ------- | ----- |
| 0     | 95 o +  | 0     |
| 0     | 90 a 94 | 0     |
| 0     | 85 a 89 | 0     |
| 0     | 80 a 84 | 4     |
| 0     | 75 a 79 | 4     |
| 4     | 70 a 74 | 0     |
| 4     | 65 a 69 | 8     |
| 0     | 60 a 64 | 4     |
| 0     | 55 a 59 | 0     |
| 0     | 50 a 54 | 0     |
| 8     | 45 a 49 | 4     |
| 0     | 40 a 44 | 4     |
| 8     | 35 a 39 | 4     |
| 4     | 30 a 34 | 8     |
| 0     | 25 a 29 | 0     |
| 0     | 20 a 24 | 0     |
| 8     | 15 a 19 | 4     |
| 4     | 10 a 14 | 4     |
| 0     | 5 a 9   | 4     |
| 4     | 0 a 4   | 0     |

## Economia
El 2007 la població en edat de treballar era de 58 persones, 42 eren actives i 16 eren inactives. De les 42 persones actives 37 estaven ocupades (24 homes i 13 dones) i 5 estaven aturades (2 homes i 3 dones). De les 16 persones inactives 4 estaven jubilades, 8 estaven estudiant i 4 estaven classificades com a «altres inactius».
Activitats econòmiques
Dels 5 establiments que hi havia el 2007, 2 eren d'empreses de construcció, 1 d'una empresa d'hostatgeria i restauració, 1 d'una empresa de serveis i 1 d'una empresa classificada com a «altres activitats de serveis».
Dels 2 establiments de servei als particulars que hi havia el 2009, 1 era una lampisteria i 1 restaurant.
L'any 2000 a Ippécourt hi havia 8 explotacions agrícoles.

## Poblacions més properes
El següent diagrama mostra les poblacions més properes.